# 烏盧克什拉

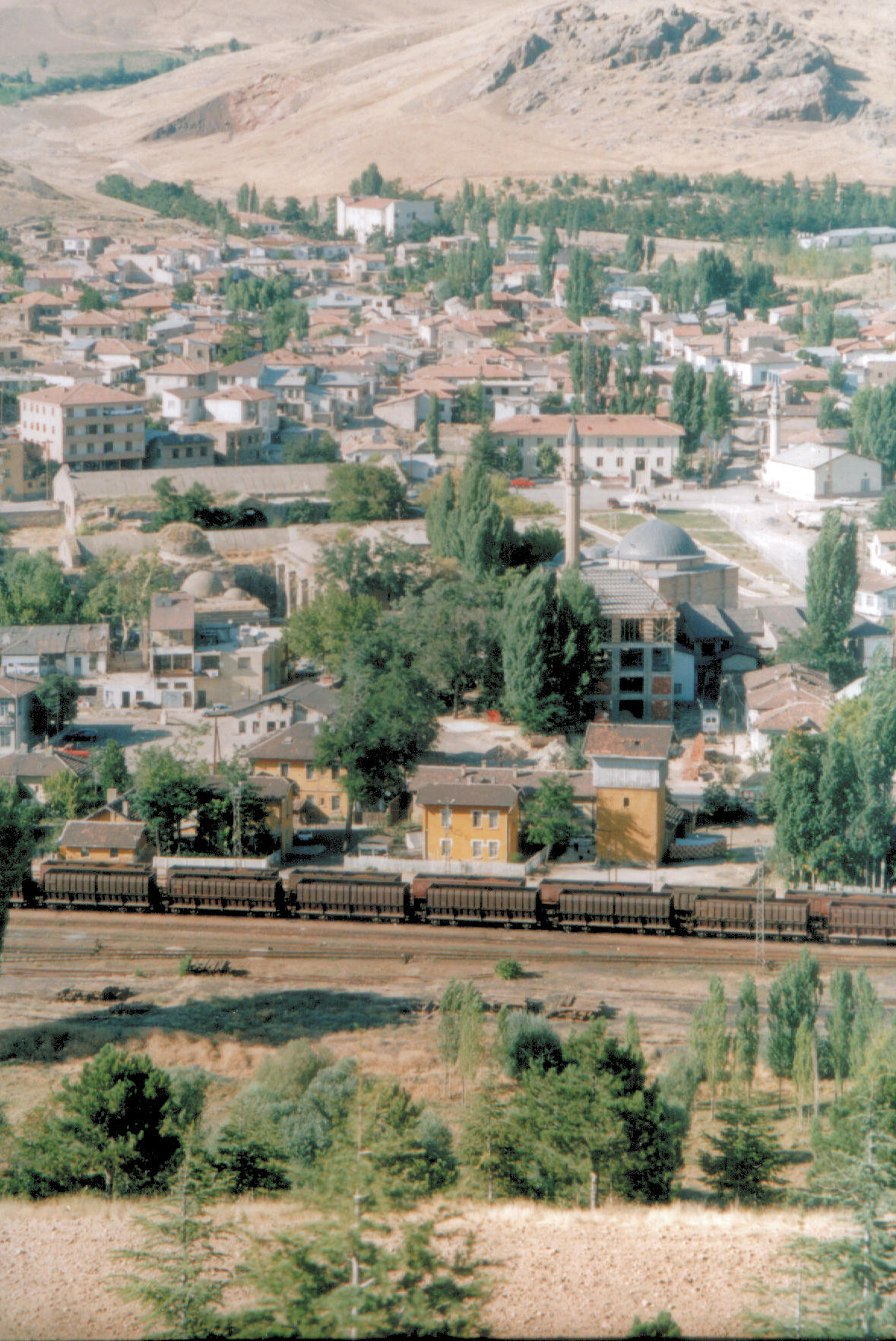

烏盧克什拉是土耳其的城市，由尼代省負責管轄，位於該國南部，面積1,502平方公里，海拔高度1,427米，主要經濟活動有農業和畜牧業，2010年人口5,594。

## 外部連結
- District governor's official website （页面存档备份，存于） （土耳其文）
- District municipality's official website （页面存档备份，存于） （土耳其文）
- A web portal of Niğde （页面存档备份，存于） （土耳其文）
- Yesilbor.com （页面存档备份，存于） （土耳其文）

37°32′N 34°29′E / 37.533°N 34.483°E